# Johann David Mauchart
Johann David Mauchart (auch Johannes David Mauchart, * 2. Oktober 1669 in Vaihingen; † im Februar 1726 in Marbach am Neckar) war ein württembergischer Mediziner und Stadtphysicus in Marbach.

## Leben und Wirken
Johann David Mauchart studierte bei Rudolf Jacob Camerarius und Johann Gottfried Zeller an der Universität Tübingen Medizin. Am 9. Januar 1693 wurde er in Tübingen promoviert. Anschließend wirkte er als Arzt und ab 1694 als Stadtphysicus in Marbach.

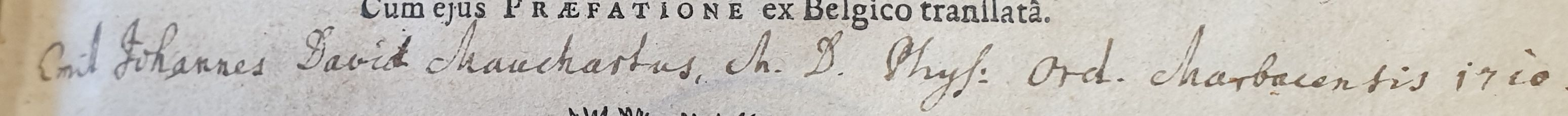

Am 25. November 1708 wurde er mit dem akademischen Beinamen Plistonicus I. unter der Matrikel-Nr. 284 als Mitglied in die Leopoldina aufgenommen.
Der Mediziner Burkhard David Mauchart war sein Sohn und Burkhard Friedrich Mauchart sein Enkel.